# Frente Nacional de la Juventud
El Frente Nacional de la Juventud (FNJ) fue una organización política española neofascista constituida en Barcelona en septiembre de 1977. Se trató de una escisión de Fuerza Joven (juventudes de Fuerza Nueva), dirigida por Ramón Graells Bofill y que consiguió extender la militancia a Navarra, Aragón y Asturias. 
El nombre del FNJ procedía del Fronte Nazionale de la Giuventú, la organización juvenil del neofascista Movimiento Social Italiano. En 1979 el sector mayoritario, liderado por Ernesto Milà, decidió integrarse en el Frente de la Juventud, otra escisión de Fuerza Nueva.

## Historia
En la neofranquista Fuerza Nueva (FN) existía un sector, integrado fundamentalmente por militantes de la rama juvenil Fuerza Joven, que aspiraba a hacer del partido una organización claramente neofascista siguiendo el modelo del Movimiento Social Italiano. Pronto entraron en conflicto con la dirección encabezada por Blas Piñar que quería conformar a Fuerza Nueva como un partido conservador e integrista católico cuyo objetivo era acabar con el régimen democrático, alentando y apoyando a los sectores golpistas del Ejército, aunque sin descartar presentarse a las elecciones. Una parte de estos militantes más jóvenes afines al neofascismo reclamaban el recurso a la «acción directa» siguiendo el modelo del escuadrismo fascista y consideraban que «debía existir un partido —F/N— y una vanguardia más radicalizada, más militante, más activista y callejera» que actuara autónomamente y no pusiera en peligro la imagen del partido, aunque compartiendo una misma «estrategia global». Algunos de estos militantes, junto con otros más veteranos, tomaron parte activa en acciones violentas y atentados terroristas como el asesinato de los abogados laboralistas del despacho de la calle Atocha de Madrid el 24 de enero de 1977, el asesinato del joven Arturo Ruiz García, cuando participaba en una manifestación proamnistía, o el de Yolanda González, militante del Partido de los Trabajadores.

Logo del neofascista Movimiento Social Italiano, del que tomó el FNJ su emblema cambiando los colores de la bandera italiana por los de la bandera rojigualda española.

Los que apostaban más decididamente por la creación de organizaciones paramilitares que combatieran al «marxismo y sus acólitos» se escindieron de Fuerza Nueva (y de Fuerza Joven) en 1977 para constituir en Barcelona el Frente Nacional de la Juventud y en Madrid el Frente de la Juventud. El Frente Nacional de la Juventud quería crear un nuevo estilo para las «fuerzas nacionales» que serviría de base para la futura formación de un partido neofascista, alegando que a FN le faltaba precisar «algunos puntos de su línea política y sobre todo completar su línea de mando ya que bajo Blas Piñar, cuyas cualidades y jefatura son siempre indiscutibles, existe un inmenso vacío». Al Frente también se incorporaron algunos militantes de la neonazi CEDADE.
El órgano de prensa del FNJ era la revista Patria y Libertad, que tomaba el nombre de Patria y Libertad, una de las organizaciones paramilitares chilenas de extrema derecha que se habían opuesto al gobierno del socialista Salvador Allende y que habían apoyado el golpe de Estado del general Augusto Pinochet. También contaba con una revista de cómics underground titulada El cadenazo, que seguía el modelo de la italiana La Voce della Fogna, de la que traducía numerosos textos. El emblema de la organización era una antorcha con la bandera española en la llama que estaba tomado de la sección juvenil del Movimiento Social Italiano, el Fronte Nazionale de la Giuventú, del que, por otro lado, el FNJ había tomado el nombre. El símbolo de la antorcha también era utilizado por el Front de la Jeunesse belga y el National Front Youth inglés.